# Hobellied

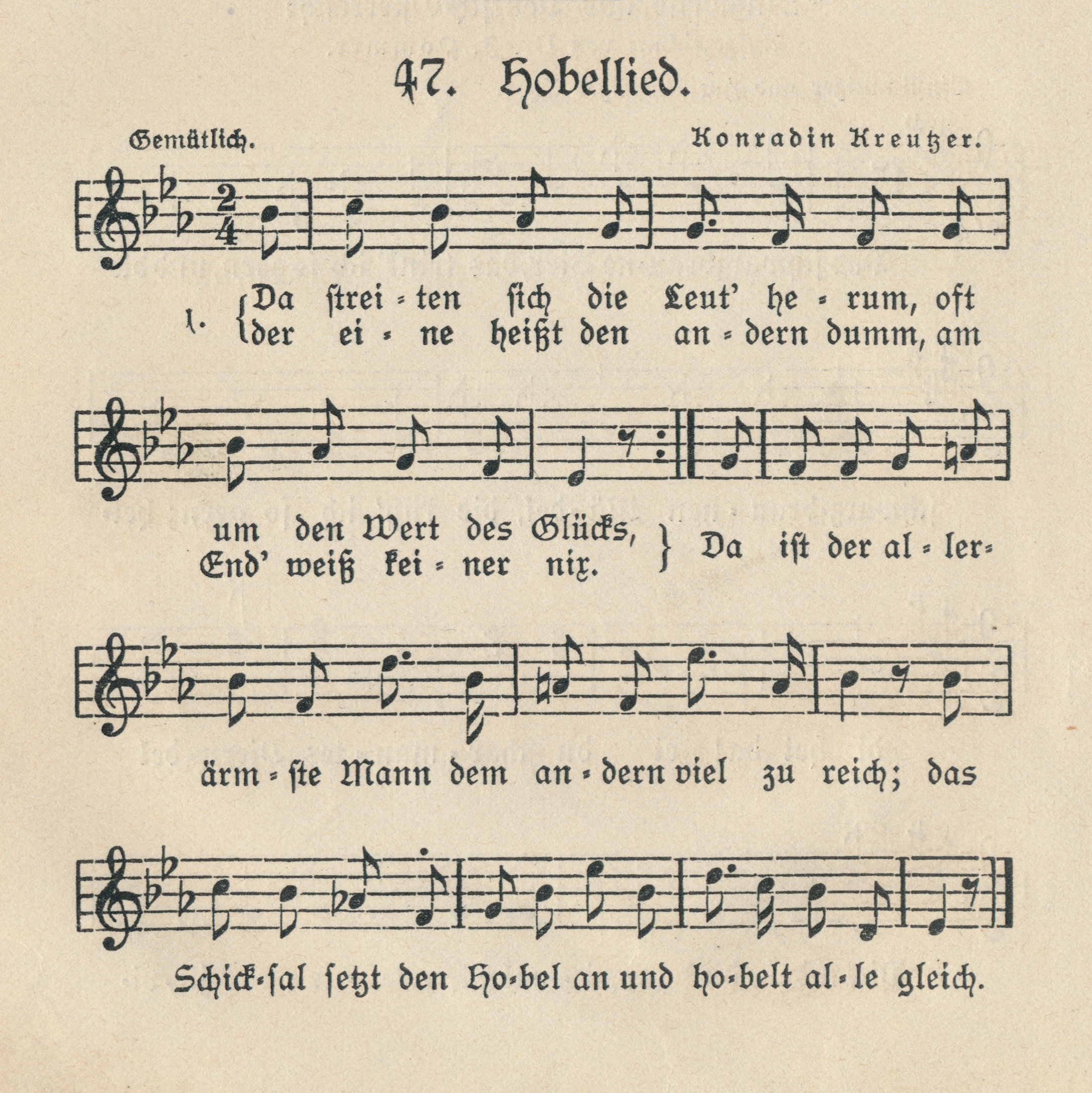
Hobellied. Noten und erste Strophe aus dem Liederbuch für die Deutschen in Österreich (1905)

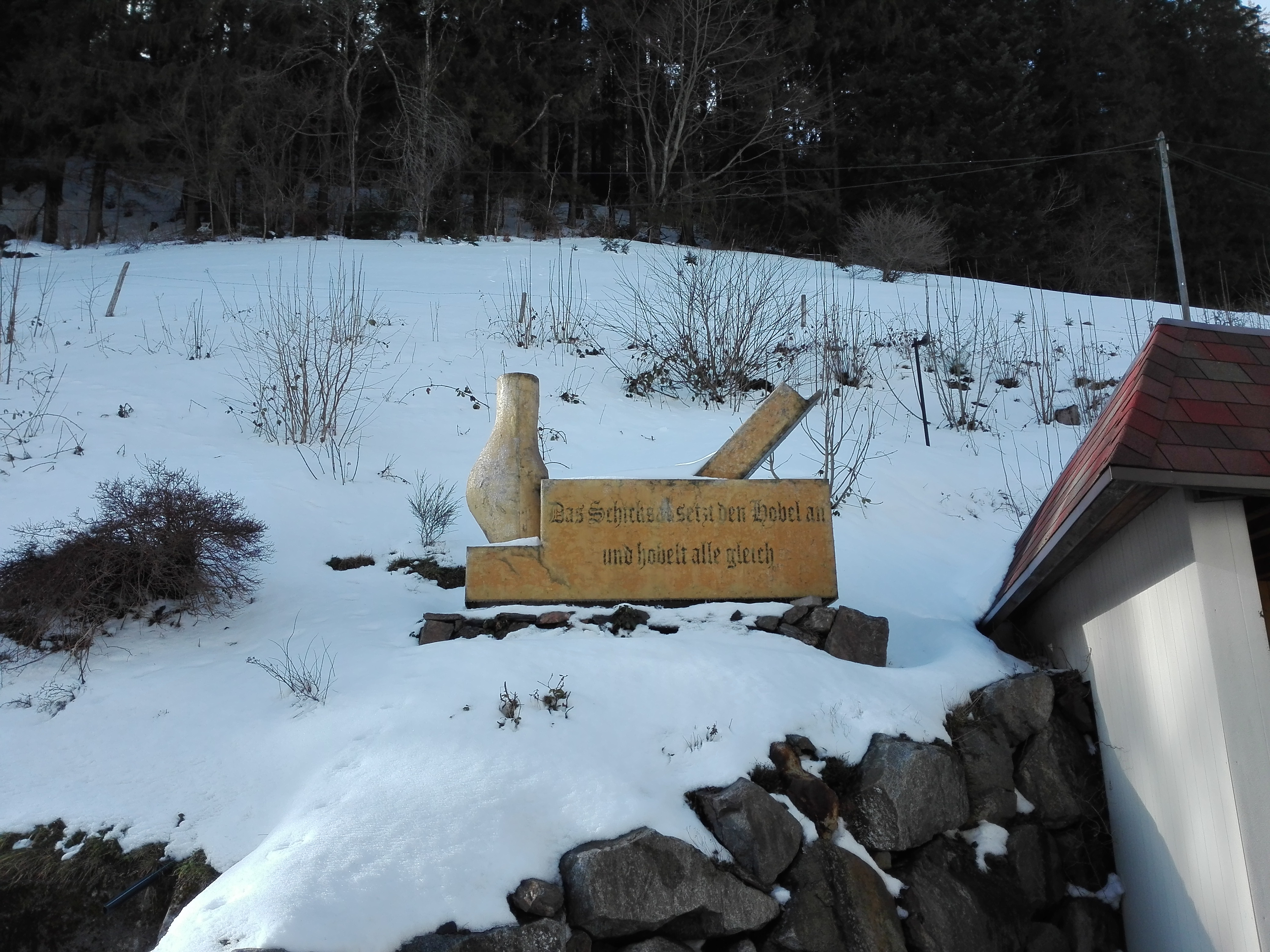
Überdimensionaler Hobel bei Obersimonswald im Schwarzwald mit einem Zitat aus dem Hobellied

Das Hobellied ist ein Wiener Couplet aus dem Alt-Wiener Zaubermärchen Der Verschwender von Ferdinand Raimund aus dem Jahr 1834, das sich als Wienerlied und Volksweise etabliert hat.

## Geschichte
Das Hobellied wurde als eines der Couplets des Valentin von Ferdinand Raimund für sein Wiener Volksstück Der Verschwender geschrieben, Conradin Kreutzer komponierte die Musik dazu, ursprünglich in einer etwas komplizierteren, dann aber wohl mit Raimund abgesprochenen vereinfachten Version. Es wurde 1834 uraufgeführt. Ältere Alternativnamen sind Tischlerlied oder auch Tischlerlied des Valentin.
Raimund, Sohn eines Drechslers, der die Welt mit heiteren wie auch mit traurigen Augen betrachtete und zwei Jahre später durch Suizid aus dem Leben schied, hat hier auch persönliche Ärgernisse eingestreut, die sein Publikum aber gut nachvollziehen konnte, wie: „Oft zankt mein Weib mit mir, oh Graus! / Das bringt mich nicht in Wut / Da klopf’ ich meinen Hobel aus / und denk: Du brummst mir gut!“
Ähnlich wie im gleichfalls berühmten Aschenlied wird versucht, die barocke Vanitas-Thematik ins Positive umzudeuten: Die Vergänglichkeit alles Irdischen und die Gleichheit der Menschen vor dem leblosen Objekt werden zum Stolz des bürgerlichen Handwerkers gemacht, der seine Kunden gleich behandelt. Als einer, der hobelt, darf sich der Sänger mit dem Schicksal vergleichen. Auch darf er sich vor der zänkischen Frau zu seinem Hobel flüchten, was ihn nicht mehr lächerlich macht, sondern zum weisen Mann werden lässt.
Das Lied wurde von bekannten Schauspieler-Sängern wie Peter Alexander, Gustav Waldau, Paul Hörbiger, Hans Moser, Josef Meinrad, Walter Kohut, Heinz Petters, Marlene Dietrich und zahlreichen anderen vorgetragen, im Spielfilm Ihr größter Erfolg von 1934 hat Leo Slezak in der Rolle des Ferdinand Raimund einen unvergessenen Auftritt damit. Amateur- und gelegentlich auch anerkannte Dichter haben es später um einige Strophen erweitert bzw. verändert. So gibt es zum Beispiel eine Fassung speziell für die Tischlerzunft. Auch wenn der Name Hobellied nicht immer geläufig ist, die Zeile „Das Schicksal setzt den Hobel an und hobelt alles gleich“ wurde zu einem geflügelten Wort.
Eine neuzeitliche Interpretation des Hobellieds stammt vom Wiener Schauspieler und Sänger Ludwig Hirsch.
Das Lied hat eine bunte und reichhaltige Rezeptionsgeschichte in populärer Überlieferung. Auf einer Wiener Liedflugschrift von etwa 1840 ist zu den 3 Strophen von Raimunds Text eine 4. Strophe hinzugedichtet (ein glücklicher Tischler sagt der Welt nicht Adieu). Eine Berliner Liedflugschrift (ebenfalls ohne den Verfasser Raimund zu nennen) von etwa 1840 bringt insgesamt 7 Strophen; als Erweiterungen stehen hier ein Lob auf Berlin, auf preußische Tugend und gegen die Verschwendung. Ein früher populärer Abdruck steht in Algiers „Universal-Liederbuch“ von 1841. Als „Volkslied“ kennen wir es nach Aufzeichnungen u. a. aus Böhmen (1840) und Schlesien (1841) bis zu Wolgadeutschen in den USA (1973). In der Regel sind es die ursprünglichen 3 Strophen, die populär blieben.

## Text
Hobellied:
Da streiten sich die Leut' herum

oft um den Wert des Glücks;

der Eine heißt den Andern dumm,

am End' weiß keiner nix.

Da ist der allerärmste Mann

dem Andern viel zu reich,

das Schicksal setzt den Hobel an

und hobelt alle gleich.

Die Jugend will halt stets mit G'walt

in allem glücklich sein;

doch wird man nur ein bisserl alt,

dann find't man sich schon drein.

Oft zankt mein Weib mit mir, oh Graus,

das bringt mich nicht in Wut.

Da klopf' ich meinen Hobel aus

und denk': Du brummst mir gut!

Zeigt sich der Tod einst mit Verlaub

und zupft mich: „Brüderl, kumm!“,

da stell' ich mich am Anfang taub

und schau mich gar nicht um.

Doch sagt er: „Lieber Valentin,

mach' keine Umständ', geh!“,

dann leg' ich meinen Hobel hin

und sag' der Welt ade.

Repetition:

Ein Tischler, wenn sein War' gefällt,

hat manche frohe Stund',

das Glück ist doch nicht in der Welt

mit Reichtum bloß im Bund.

Seh' ich soviel zufried'nen Sinn,

da flieht mich alles Weh.

Da leg ich nicht den Hobel hin,

sag nicht der Kunst Adje!